# Naz Reid
Nazreon Hilton Reid (Asbury Park, 1999. augusztus 26. –) amerikai kosárlabdázó, a Minnesota Timberwolves játékosa a National Basketball Associationben (NBA). Egyetemen a LSU Tigers színeiben kosárlabdázott.
A Roselle Katolikus Középiskolában kezdett el kosárlabdázni, ahol NJSIAA-bajnok lett. Tagja volt a Jelly Fam internetes mozgalomnak és a csoport egyetlen tagja, aki eljutott az NBA-be. Ötcsillagos utánpótlás-játékosnak értékelték, ezt követően szerződtette az LSU. 2019 áprilisában bejelentette, hogy részt fog venni az NBA-drafton.
A drafton egy csapat se választotta ki, de a Minnesota Timberwolves leigazolta és az Iowa Wolves G-League-csapatukhoz küldték a szezon első felére. 2019 decemberében mutatkozott be az NBA-ben és az évek során egyre fontosabb tagja lett a minnesotai csapatnak, általában Karl-Anthony Towns cseréjeként, 2023-ban három éves szerződéshosszabbítást írt alá.

## Statisztika

### Egyetem
| Év        | Csapat     | JM | KM | JP/M | MG%  | 3P%  | BD%  | LP/M | GP/M | L/M | B/M | P/M  |
| --------- | ---------- | -- | -- | ---- | ---- | ---- | ---- | ---- | ---- | --- | --- | ---- |
| 2018–2019 | LSU Tigers | 34 | 32 | 27,2 | .468 | .333 | .727 | 7,2  | 0,9  | 0,7 | 0,7 | 13,6 |

### NBA

#### Alapszakasz
| Év        | Csapat                 | JM  | KM | JP/M | MG%  | 3P%  | BD%  | LP/M | GP/M | L/M | B/M | P/M  |
| --------- | ---------------------- | --- | -- | ---- | ---- | ---- | ---- | ---- | ---- | --- | --- | ---- |
| 2019–2020 | Minnesota Timberwolves | 30  | 11 | 16,5 | .412 | .330 | .698 | 4,1  | 1,2  | 0,6 | 0,7 | 9,0  |
| 2020–2021 | Minnesota Timberwolves | 70  | 15 | 19,2 | .523 | .351 | .693 | 4,6  | 1,0  | 0,5 | 1,1 | 11,2 |
| 2021–2022 | Minnesota Timberwolves | 77  | 6  | 15,8 | .489 | .343 | .765 | 3,9  | 0,9  | 0,5 | 0,9 | 8,3  |
| 2022–2023 | Minnesota Timberwolves | 68  | 11 | 18,4 | .537 | .346 | .677 | 4,9  | 1,1  | 0,6 | 0,8 | 11,5 |
| 2023–2024 | Minnesota Timberwolves | 81  | 14 | 24,2 | .477 | .414 | .736 | 5,2  | 1,3  | 0,8 | 0,9 | 13,5 |
| 2024–2025 | Minnesota Timberwolves | 80  | 17 | 27,5 | .462 | .379 | .776 | 6,0  | 2,3  | 0,7 | 0,9 | 14,2 |
| Karrier   | Karrier                | 406 | 74 | 20,9 | .487 | .373 | .728 | 4,9  | 1,3  | 0,6 | 0,9 | 11,6 |

#### Rájátszás
| Év      | Csapat                 | JM | KM | JP/M | MG%  | 3P%  | BD%   | LP/M | GP/M | L/M | B/M | P/M  |
| ------- | ---------------------- | -- | -- | ---- | ---- | ---- | ----- | ---- | ---- | --- | --- | ---- |
| 2022    | Minnesota Timberwolves | 5  | 0  | 10,8 | .412 | .429 | 1.000 | 2,8  | 0,0  | 0,2 | 1,2 | 4,8  |
| 2024    | Minnesota Timberwolves | 16 | 0  | 22,6 | .458 | .362 | .710  | 3,7  | 1,0  | 0,5 | 0,8 | 11,1 |
| Karrier | Karrier                | 21 | 0  | 19,8 | .453 | .368 | .763  | 3,5  | 0,8  | 0,4 | 0,9 | 9,6  |